# Savannduva
Savannduva (Streptopelia capicola) är en fågel i familjen duvor inom ordningen duvfåglar.

## Utseende och läte
Savannduvan är en liten mestadels gråbrun duva med vitkantat svart band i nacken och vänligt mörk öga utan tydlig ring med bar hud som hos flera andra liknande arter. Buken är ljus och i flykten syns breda spetsar och sidor på stjärten. Lätet är ett välkänt och ihållande tretonigt "work HAR-der, work HAr-der". Vinduvan har skär hjässa och ett annorlunda läte, snabbt och fyrtonigt.

## Utbredning och systematik
Savannduvan förekommer i stora delar av östra och södra Afrika. Den delas in i sex underarter med följande utbredning:
- Streptopelia capicola electa – förekommer i västra Etiopien
- Streptopelia capicola somalica – förekommer i östra Etiopien, Somalia och norra Kenya i söder till Uaso Nyiro River
- Streptopelia capicola tropica – förekommer i centrala Kenya, Angola, Zimbabwe, Sydafrika och Zanzibararkipelagen
- Streptopelia capicola onguati – förekommer i sydvästra Angola och norra Namibia
- Streptopelia capicola damarensis – förekommer i Namibia, Botswana och sydvästra Zimbabwe
- Streptopelia capicola capicola – förekommer i Västra Kapprovinsen

Arten är nära släkt med vinduvan och hybridiserar med denna där de möts på östra sidan av Albertsjön i Uganda.

## Status och hot
Arten har ett stort utbredningsområde och tros öka i antal. Internationella naturvårdsunionen IUCN listar den därför som livskraftig (LC).

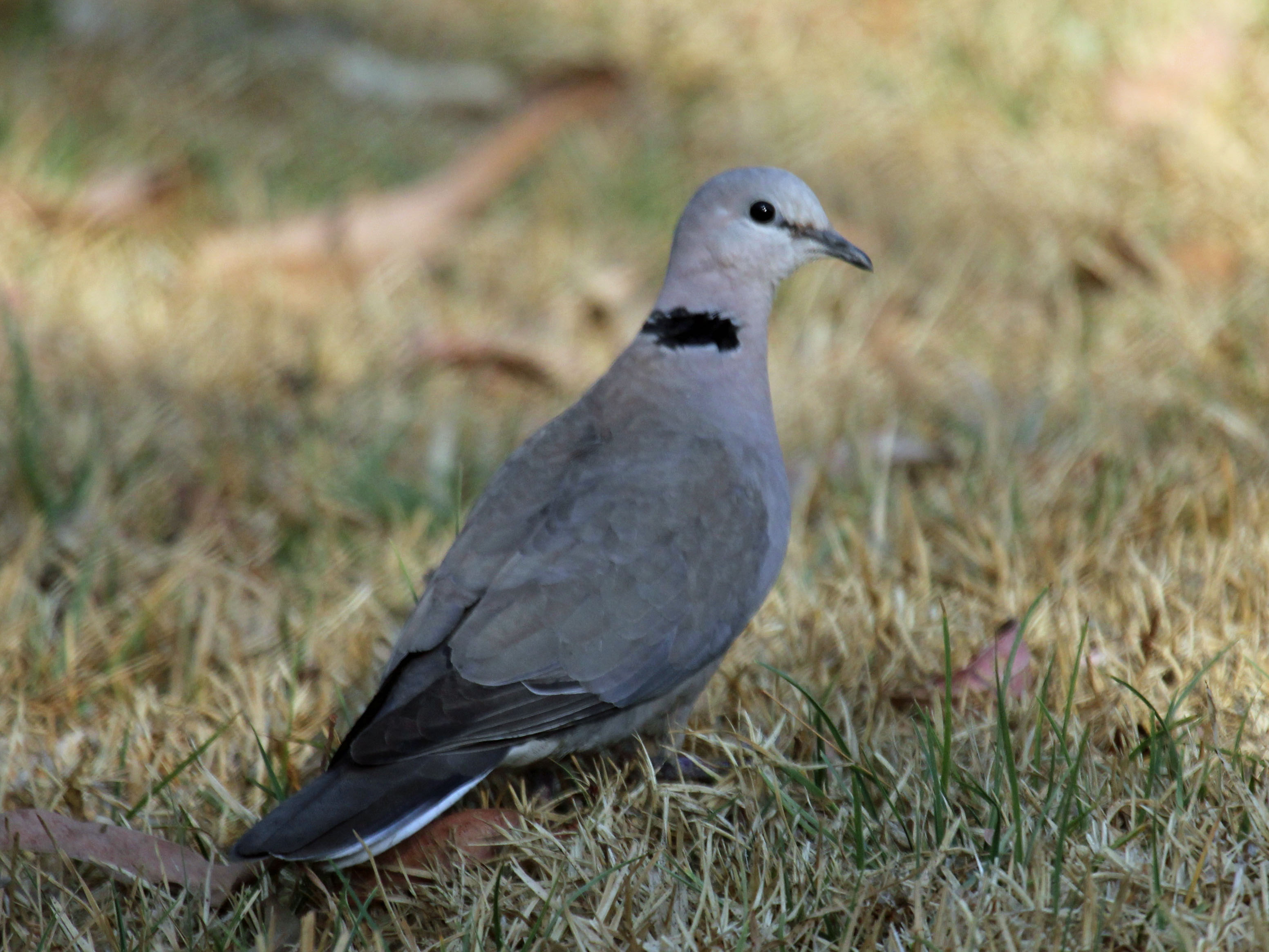
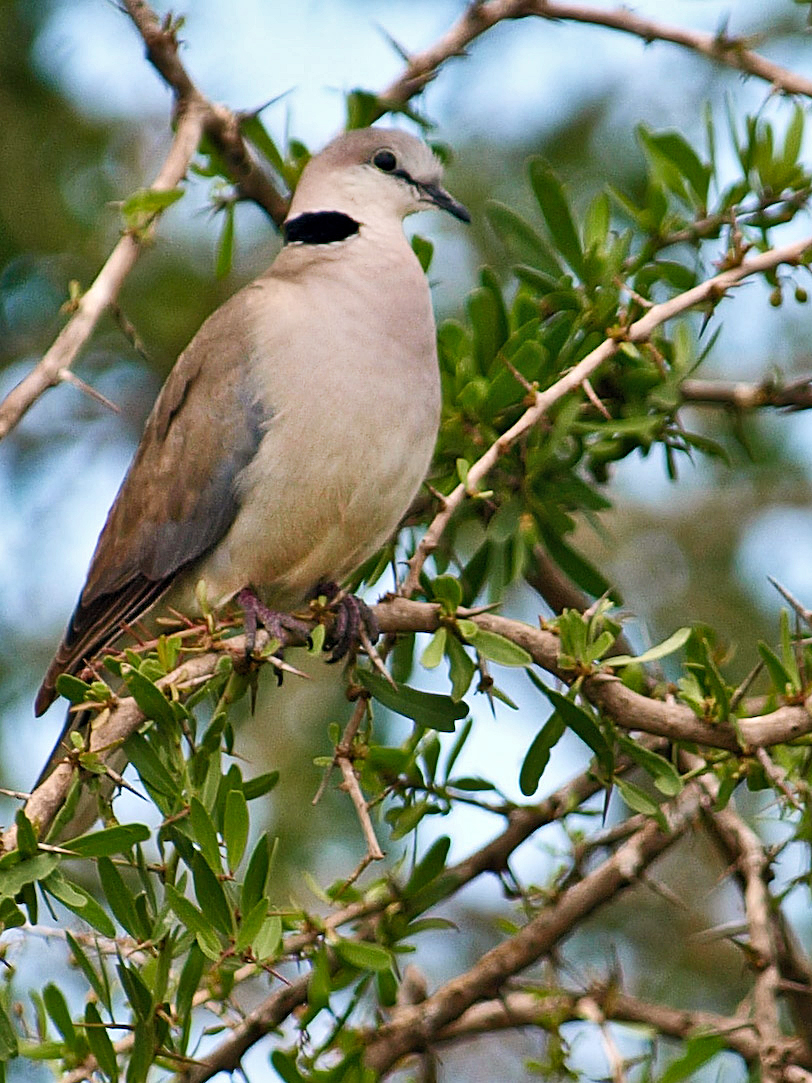